# Next (entreprise)
Pour les articles homonymes, voir Next.
Next est une entreprise britannique faisant partie de l'indice FTSE 100 (LSE: NXT).
Next est une chaîne de magasins de vêtements, dont le siège social se situe à Enderby dans le Leicestershire. C'est l'une des plus grandes chaînes de vêtements, en fait, la troisième, derrière Marks & Spencer et l'empire de Philip Green, de Bhs et du groupe Arcadia. La compagnie, qui a employé les plus grands noms du monde de la mode dont Alessandra Ambrosio, Noémie Lenoir, Yasmin Le Bon, Gabriel Aubry, Paul Sculfor. Elle possède plus de 400 magasins au Royaume-Uni et en Irlande, et 50 filiales franchisées en Europe, en Asie et au Moyen-Orient. Les boutiques sont situées dans les centres-villes, dans les galeries marchandes et dans les zones commerciales. L'entreprise est cotée à la Bourse de Londres et est une des valeurs du FTSE 100.

## Historique
La firme a été fondée en 1864 à Leeds comme un tailleur sous le nom de Jonathan Hepworth & Son. La firme a été indexée à la Bourse de Londres en 1948.
En 1982, la firme achète Kendall & Sons Ltd, une entreprise basée à Leicester, de vêtements de pluie et de vêtements pour femme, dans le but de se redévelopper comme une chaîne de magasins de vêtements pour femme. Terence Conran, le designer, est président d'Hepworth à l'époque et embauche George Davies pour créer le concept novateur NEXT utilisant les boutiques de Kendall.
Les premiers magasins ouvrent leurs portes le 12 février 1982, et en 1983, les 80 magasins Kendall ont été convertis par Davies à la marque Next.
En 1984, Davies devient chef de la direction du groupe et lance Next for Men (Next pour hommes).
L'entreprise achète la marque jeunesse Lipsy en 2008.

## Principaux actionnaires
Au 24 janvier 2020:
| Fidelity Management & Research                   | 10,9 % |
| Invesco Asset Management                         | 8,85 % |
| Thornburg Investment Management                  | 8,02 % |
| BlackRock Investment Management                  | 7,53 % |
| Capital Research & Management (Global Investors) | 4,31 % |
| Next Esop Trust                                  | 4,14 % |
| Artisan Partners                                 | 3,07 % |
| The Vanguard Group                               | 2,79 % |
| Legal & General Investment Management            | 2,79 % |
| BlackRock Fund Advisors                          | 2,22 % |